# Aleh Jawenka
Aleh Sjarhejewitsch Jawenka (belarussisch Алег Сяргеевіч Явенка, russisch Олег Сергеевич Евенко/Oleg Sergejewitsch Jewenko; englische Transkription: Oleg Sergeyevich Yevenko; * 21. Januar 1991 in Minsk, Weißrussische SSR) ist ein ehemaliger belarussischer Eishockeyspieler und derzeitiger -scout, der im Verlauf seiner aktiven Karriere zwischen 2011 und 2022 unter anderem 169 Spiele für den HK Dinamo Minsk, HK Traktor Tscheljabinsk und HK Spartak Moskau in der Kontinentalen Hockey-Liga (KHL) auf der Position des Verteidigers bestritten hat. Darüber hinaus absolvierte Jawenka weitere 130 Partien in der American Hockey League (AHL).

## Karriere
Jawenka erlernte das Eishockeyspielen in seiner belarussischen Heimat, wo er bis zum Sommer 2008 in der Juniorenabteilung des HK Junost Minsk auflief. Zur Saison 2008/09 wechselte der Abwehrspieler in die Deutsche Nachwuchsliga (DNL), in der er für den Krefelder EV aufs Eis ging. Anschließend wechselte der Belarusse nach Nordamerika und war dort zwei Jahre lang in der United States Hockey League (USHL) für die Fargo Force aktiv, bevor er ein Studium begann. Dafür schrieb er sich an der University of Massachusetts Amherst ein und spielte dort die folgenden vier Jahre für das Universitätsteam in der Hockey East, einer Division im Spielbetrieb der National Collegiate Athletic Association (NCAA). Zuvor war er beim KHL Junior Draft 2010 in der fünften Runde als insgesamt 107. Spieler vom kasachischen Klub Barys Astana aus der Kontinentalen Hockey-Liga (KHL) ausgewählt worden, aber nicht unter Vertrag genommen.
Nach Abschluss seines Studiums wurde Jawenka von den Adirondack Phantoms aus der American Hockey League (AHL) auf Probe verpflichtet. Zur Saison 2015/16 wechselte er ligaintern zu den Lake Erie Monsters, die im folgenden Spieljahr als Cleveland Monsters firmierten. Durch das Auslaufen seines Vertrags im Sommer 2017 wurde der Verteidiger zum Free Agent, woraufhin er im September 2017 einen Vertrag der Stockton Heat aus der AHL annahm. Nach einer Spielzeit dort, in der er auf 23 Einsätze kam, kehrte er im Mai 2018 in seine Geburtsstadt zurück, um fortan für den HK Dinamo Minsk aus der KHL aufzulaufen. Im Sommer 2020 wechselte der Belarusse zum Ligakonkurrenten HK Traktor Tscheljabinsk, mit dem er 2021 erstmals die KHL-Playoffs erreichte. Danach verbrachte der Abwehrspieler seine letzte Profispielzeit beim HK Spartak Moskau, ehe er der 30-Jährige seine Karriere vorzeitig beendete.
Zur Saison 2022/23 wurde Jawenka als Scout von den Florida Panthers aus der National Hockey League (NHL) verpflichtet. Bereits ein Jahr später stieg er in der Organisation zum Chefscout für den europäischen Spielermarkt auf.

### International
Für die belarussische Nationalmannschaft spielte Jawenka erstmals im Juniorenbereich bei der U18-Junioren-Weltmeisterschaft der Division I 2009. Dort gelang ihm mit der Mannschaft der Wiederaufstieg in die Top-Division. Für die Herrenauswahl kam er bei den Weltmeisterschaften der Top-Division 2014, 2015, 2016 und 2017 sowie der Division I 2019, als der Wiederaufstieg in die Top-Division gelang, den die Belarussen aber wegen der weltweiten COVID-19-Pandemie erst 2021 wahrnehmen konnten zum Einsatz. Zudem vertrat er bei der Qualifikation für die Olympischen Winterspiele 2018 in Pyeongchang seine Farben.

## Erfolge und Auszeichnungen
- 2009 Aufstieg in die Top-Division bei der U18-Junioren-Weltmeisterschaft der Division I
- 2019 Aufstieg in die Top-Division bei der Weltmeisterschaft der Division IA

## Karrierestatistik

### International
Vertrat Belarus bei:
| - U18-Junioren-Weltmeisterschaft der Division I 2009 - Weltmeisterschaft 2014 - Weltmeisterschaft 2015 - Weltmeisterschaft 2016 | - Qualifikationsturnier für die Olympischen Winterspiele 2018 - Weltmeisterschaft 2017 - Weltmeisterschaft der Division IA 2019 |

(Legende zur Spielerstatistik: Sp oder GP = absolvierte Spiele; T oder G = erzielte Tore; V oder A = erzielte Assists; Pkt oder Pts = erzielte Scorerpunkte; SM oder PIM = erhaltene Strafminuten; +/− = Plus/Minus-Bilanz; PP = erzielte Überzahltore; SH = erzielte Unterzahltore; GW = erzielte Siegtore; 1 Play-downs/Relegation; Kursiv: Statistik nicht vollständig)